# 浆细胞样树突状细胞
浆细胞样树突状细胞（英語：Plasmacytoid dendritic cells，pDCs）是一种先天性免疫细胞，出现在外周淋巴器官和血液循环中，其占外周血单核细胞（PBMC）的数量不到0.4%。在人中，这些细胞高表达的表面标志物有：CD123、BDCA-2（CD303）和BDCA-4（CD304），低表达的有CD11c或CD14（常见的树突状细胞或单核细胞的表面标志物）。小鼠的pDC表达CD11c、B220、BST-2和Siglec-H 但不表达CD11b。
这些细胞是先天免疫系統的一部分，会在细胞内表达细胞内Toll样受体7和9，分別用于探测ssRNA和未甲基化的CpG序列。在刺激和激活后，他们会大量表达I型干扰素（主要是IFN-α和IFN-β，免疫系统中关键的多效性的抗病毒物质），产生广泛的影响。
体液循环中的pDCs数量会在慢性的HIV感染或HCV感染时减少。